# Buldern
Buldern ist ein Dorf im westlichen Münsterland (Nordrhein-Westfalen) und bildet als Ortsteil von Dülmen den geographischen Mittelpunkt des Kreises Coesfeld.
Bekannt ist Buldern vor allem durch die literarische Figur des Tollen Bomberg und die in den 1950er-Jahren im Haus Buldern angesiedelte Forschungsstelle für Vergleichende Verhaltensforschung des damaligen Max-Planck-Institutes für Meeresbiologie, in der Konrad Lorenz bis 1961 und Irenäus Eibl-Eibesfeldt bis 1956 verhaltensbiologische Studien vor allem an Gänsen betrieben.

## Geschichte
Erste urkundliche Erwähnung fand Buldern als Hof Bunhlaron im Jahr 889, als selbiger mit 30 weiteren dem Fronhof Olfen hörigen Bauernhöfen von Bischof Wolfhelm von Münster dem Kloster Werden (Essen) geschenkt wurden. Bunhlaron setzte sich vermutlich aus dem niederdeutschen Wort Laar (Anger) und der Vorsilbe Bunh her. Bunh wird wahlweise gedeutet als Name des damaligen Grundherren („Weiden des Buno“) oder als Ableitung von bugina (Bogenbach). Später wandelte sich der Name über Bulleren in Buldern.
Die Pfarrei St. Pankratius wurde im 12. Jahrhundert zum ersten Mal erwähnt. Aus dieser Zeit stammt auch die „alte Kirche“. Diese Kirche bildete zusammen mit dem Haupthof den Siedlungskern des Drubbels.
Bis 1803 gehörte Buldern zum Hochstift Münster, unterstand kurz (bis 1806) dem Herzog von Croÿ, ging dann in den Besitz der Herzöge von Arenberg über. Nachdem die Gemeinde ab 1811 unter französischer Hoheit stand, wurde sie 1815 schließlich der preußischen Provinz Westfalen (Kreis Coesfeld) zugeordnet.
Das Schloss Buldern ging 1767 durch Heirat in den Besitz der Freiherren von Romberg, deren Angehöriger Gisbert von Romberg die Vorlage für den tollen Bomberg bildete.
Durch großen militärischen Widerstand gegen die anrückenden Alliierten wurde Buldern noch kurz vor Ende des Zweiten Weltkrieges stark zerstört. Nach schwerem Kampf wurde Buldern am 30. März von alliierten Truppen besetzt. Die traurige Bilanz von NS-Herrschaft und Krieg: 101 Gefallene, 53 Vermisste, über 60 zerstörte Häuser, mehr als 100 Familien sind obdachlos.
Im Jahr 1951 bauten Konrad Lorenz und Erich von Holst sowie Irenäus Eibl-Eibesfeldt, Ilse Prechtl und Wolfgang Schleidt die Max-Planck-Forschungsstelle für Vergleichende Verhaltensforschung in Buldern (Westfalen) im Wasserschloss von Baron Gisbert Friedrich Christian von Romberg auf. Nach dem frühen Tod des Hausherrn im Juni 1952 gab es Konflikte mit den Erben, die mehr Interesse an der Jagd hatten. Diese Aktivitäten harmonierten nicht mit den verhaltenskundlichen Feldstudien der Forscher. Aus der Forschungsstelle ist dann das Max-Planck-Institut für Verhaltensphysiologie in Seewiesen entstanden.
Buldern wurde am 1. Juli 1969 um die ehemalige Gemeinde Hiddingsel und Teilgebiete der Gemeinde Limbergen vergrößert. Am 1. Januar 1975 wurde Buldern im Rahmen der kommunalen Neuordnung ein Ortsteil der Stadt Dülmen.
Buldern ist alljährlich am Ostersonntag der Austragungsort des Osterhasselns.

## Kultur und Sehenswürdigkeiten

### Schloss

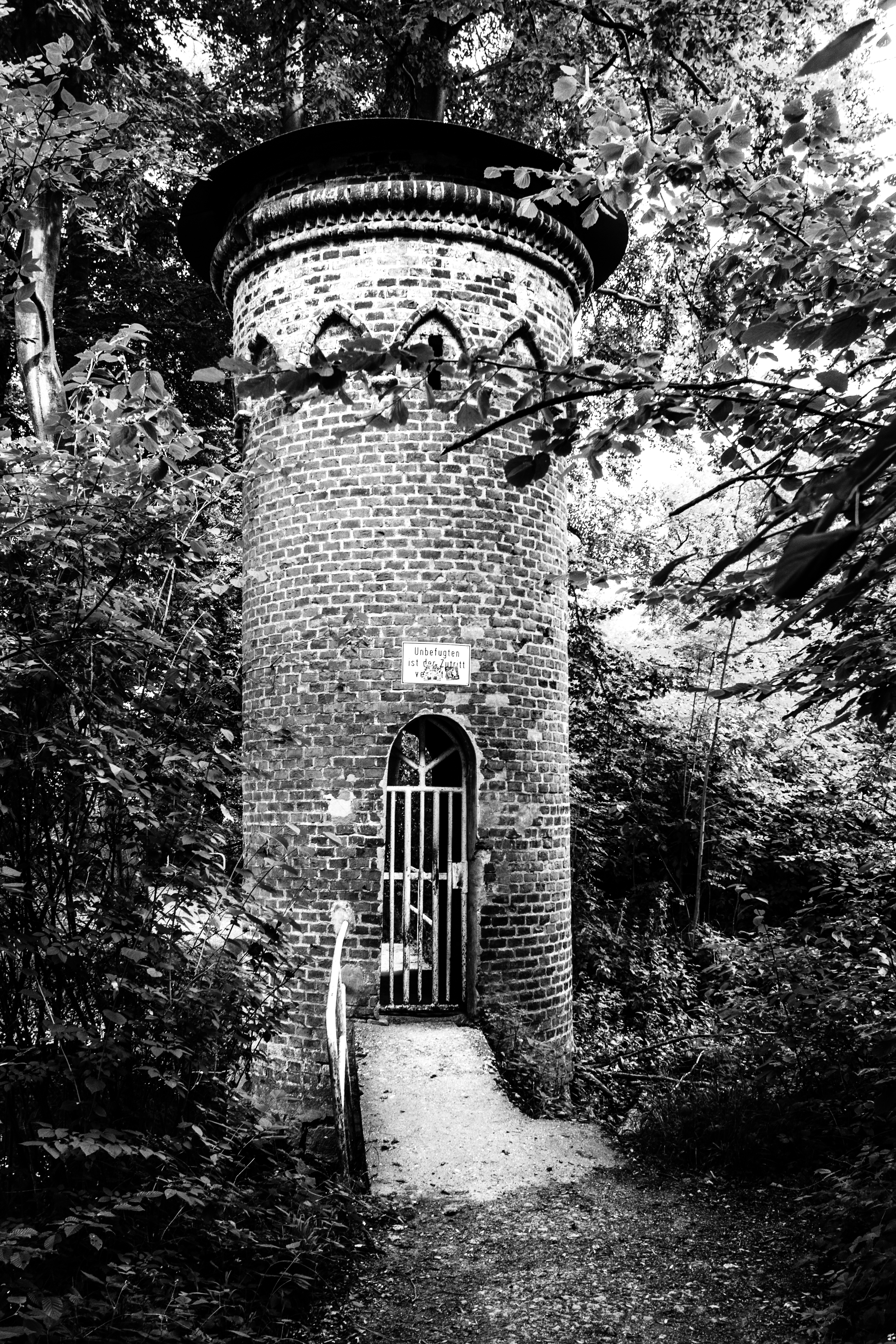
Eulenturm am Schloss Buldern
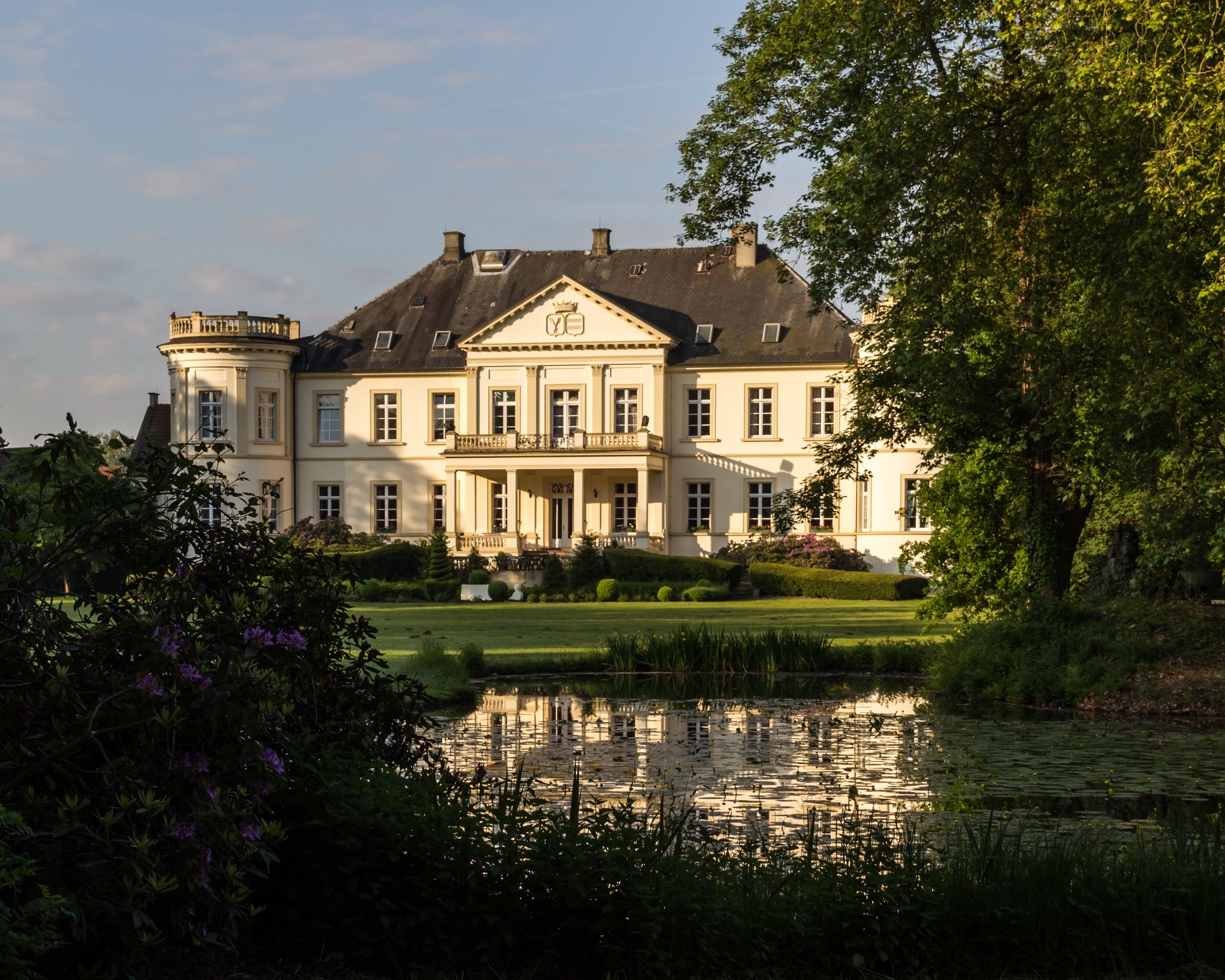
Schloss Buldern
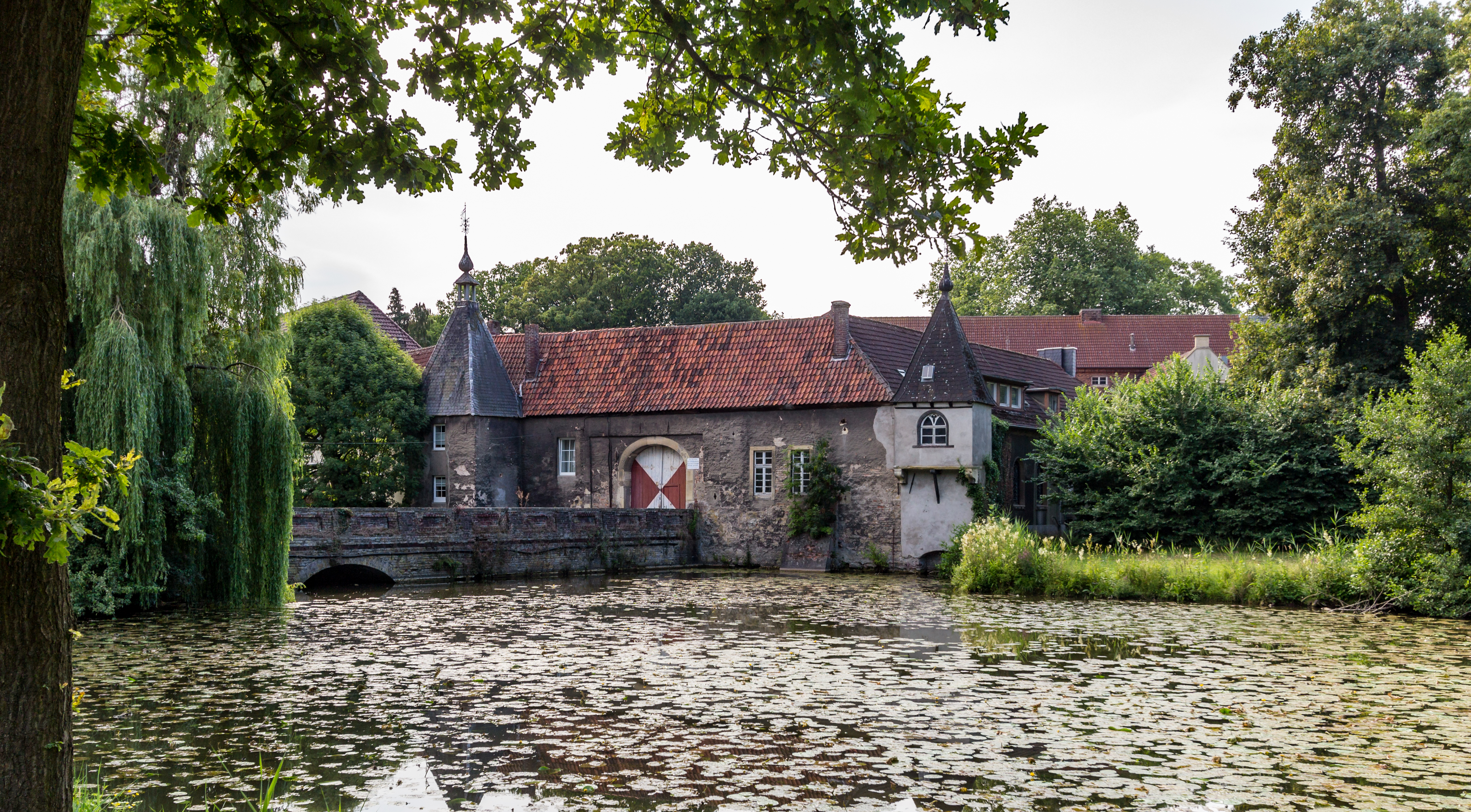
Schloss Buldern

- Schloss Buldern

### Großer und Kleiner Spieker

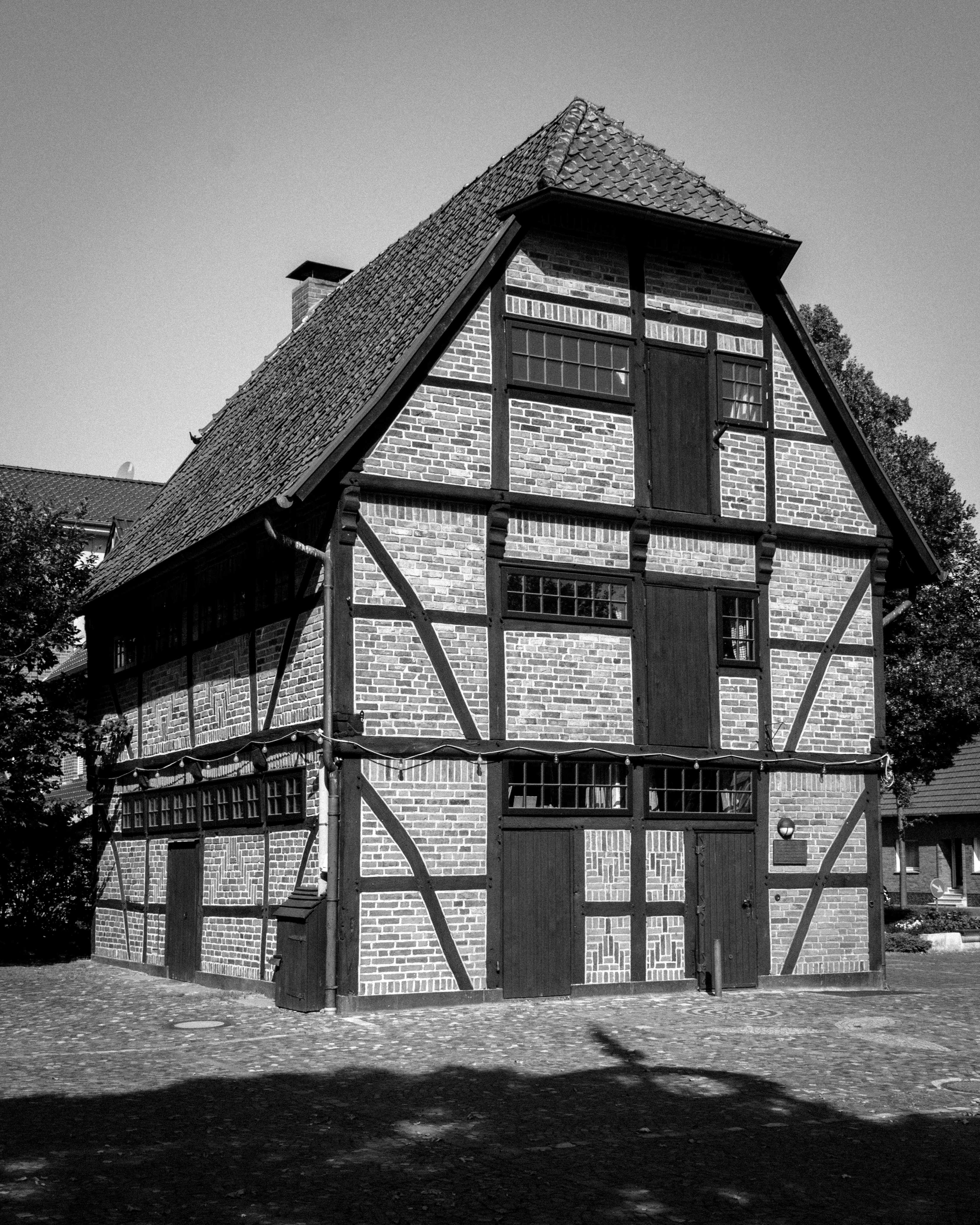
Großer Spieker
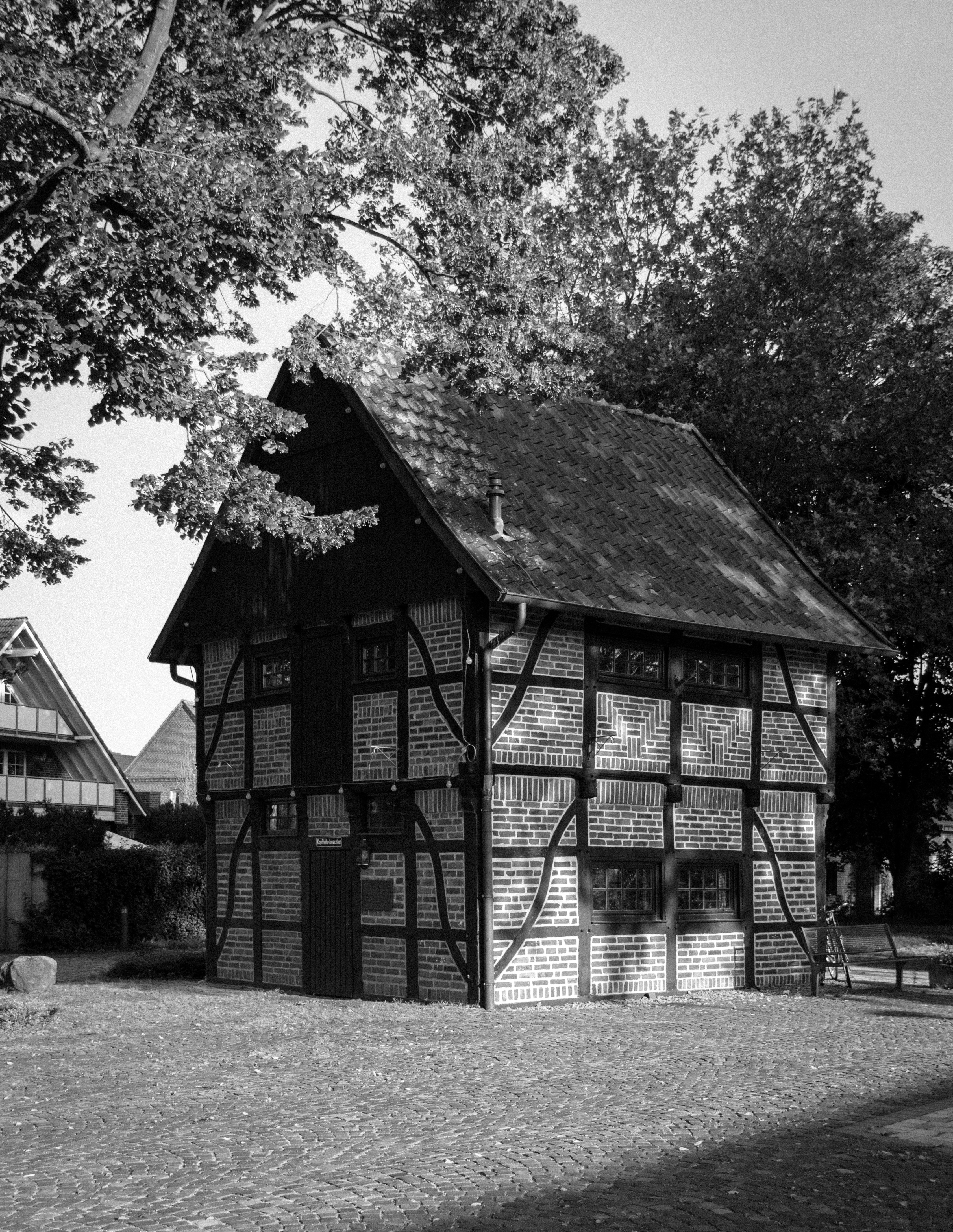
Kleiner Spieker
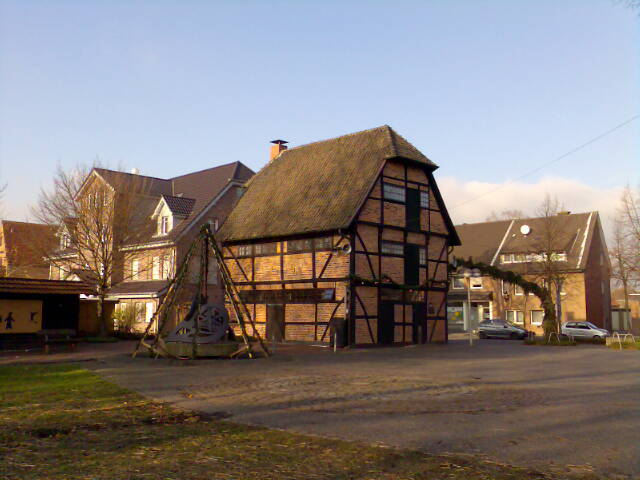
Dorfplatz mit Großem Spieker von Buldern
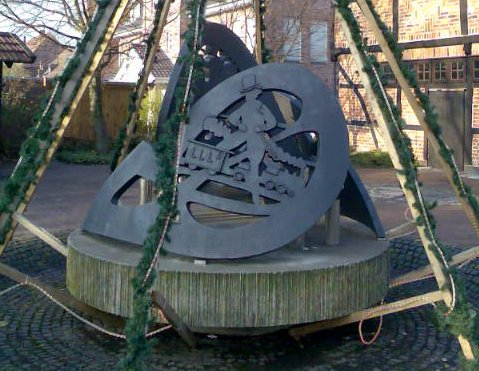
Skulptur für den tollen Bomberg

- Spieker Buldern

### Kirchen

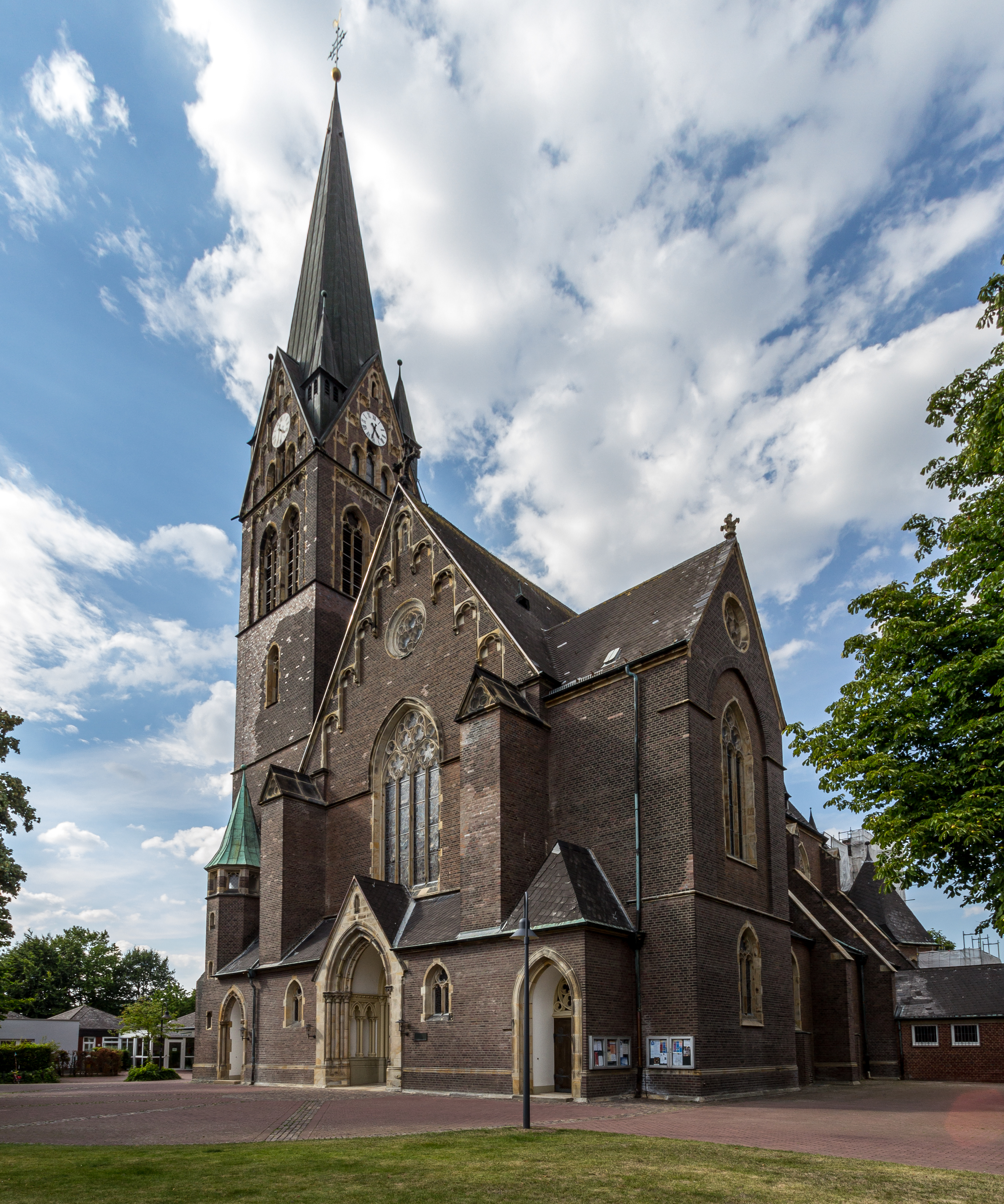
St.-Pankratius-Kirche
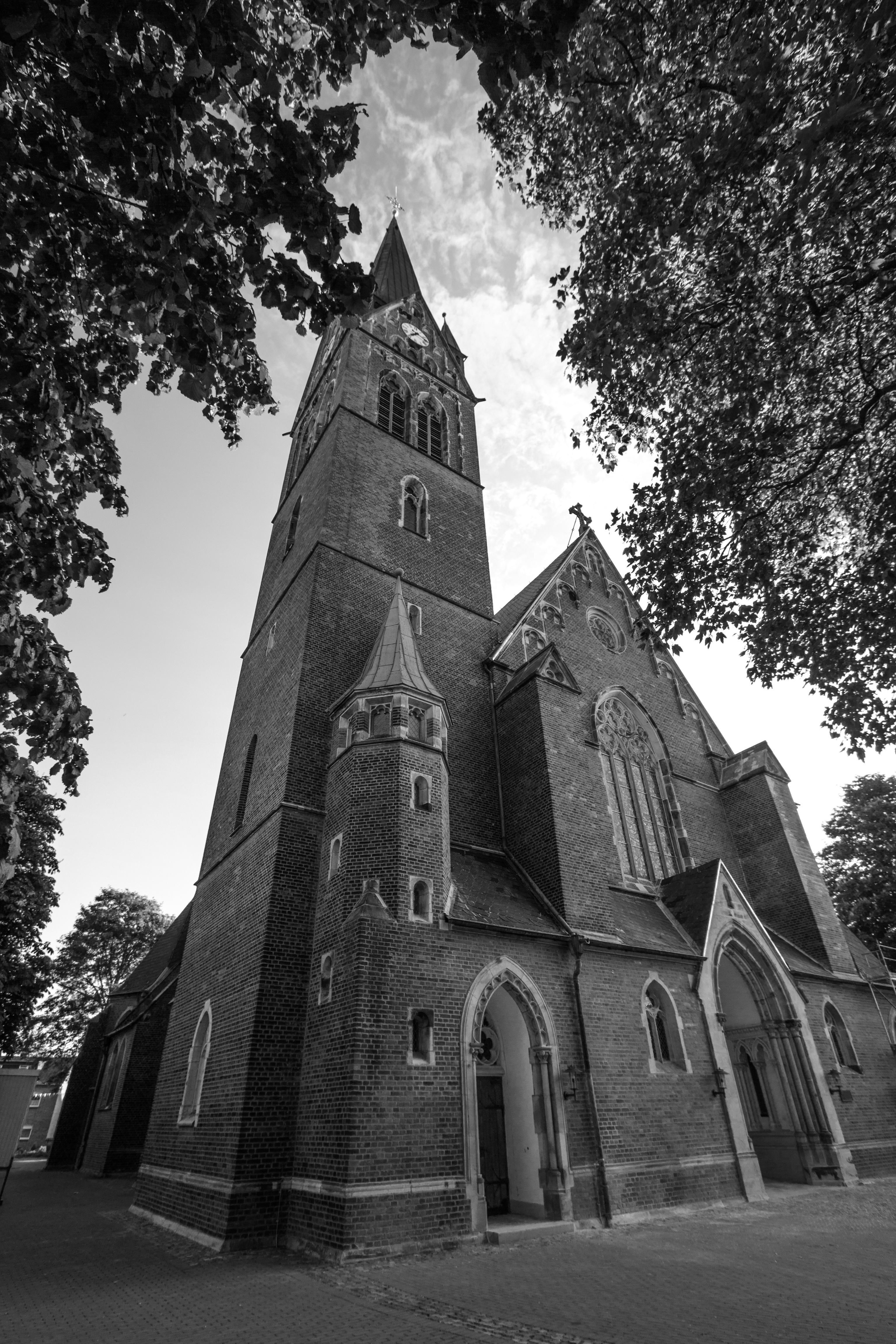
St.-Pankratius-Kirche
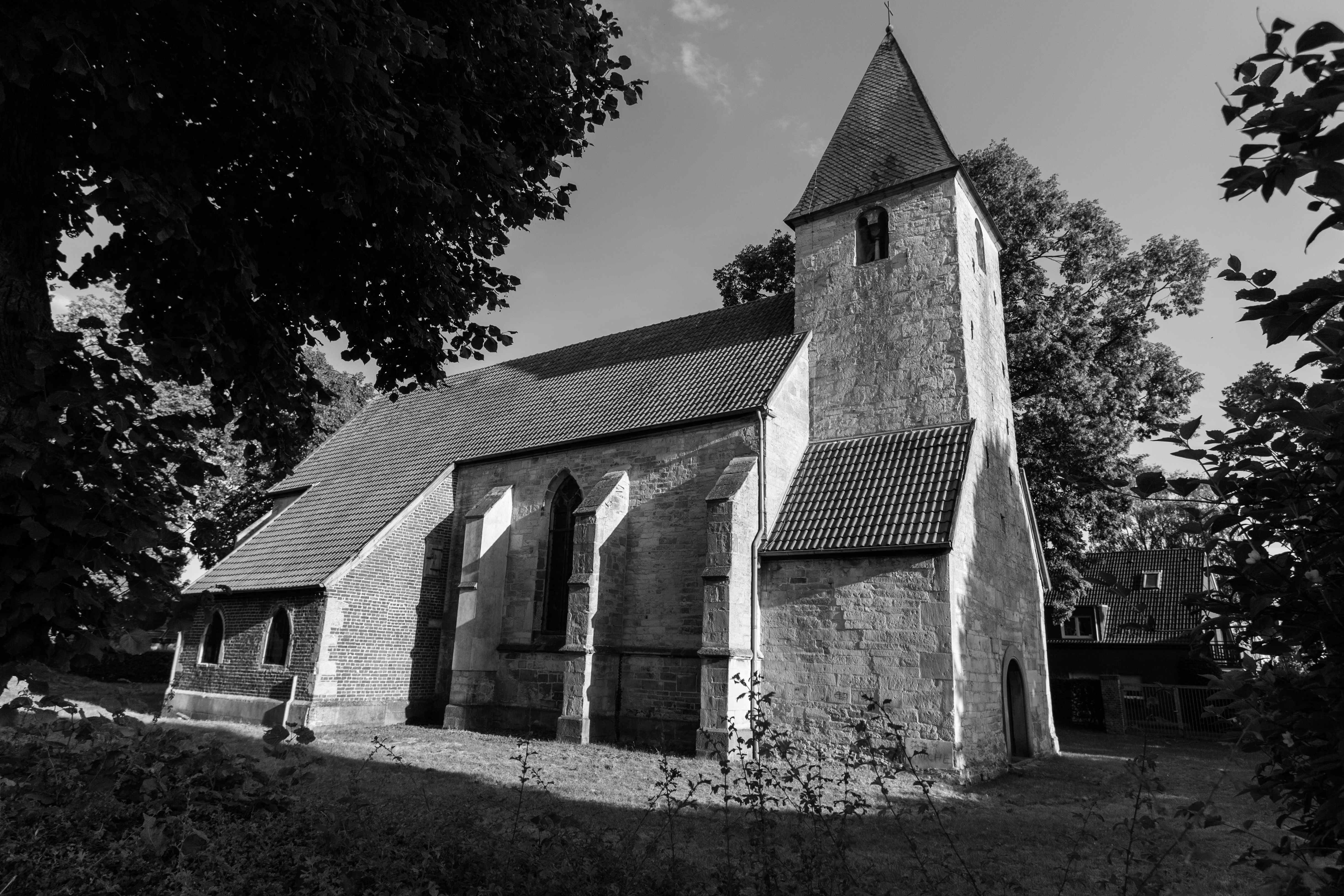
Alte Kirche

- Kirche St. Pankratius Buldern (1904–05; Architekt: Wilhelm Sunder-Plaßmann)
- Alte Kirche Buldern

### Sonstige

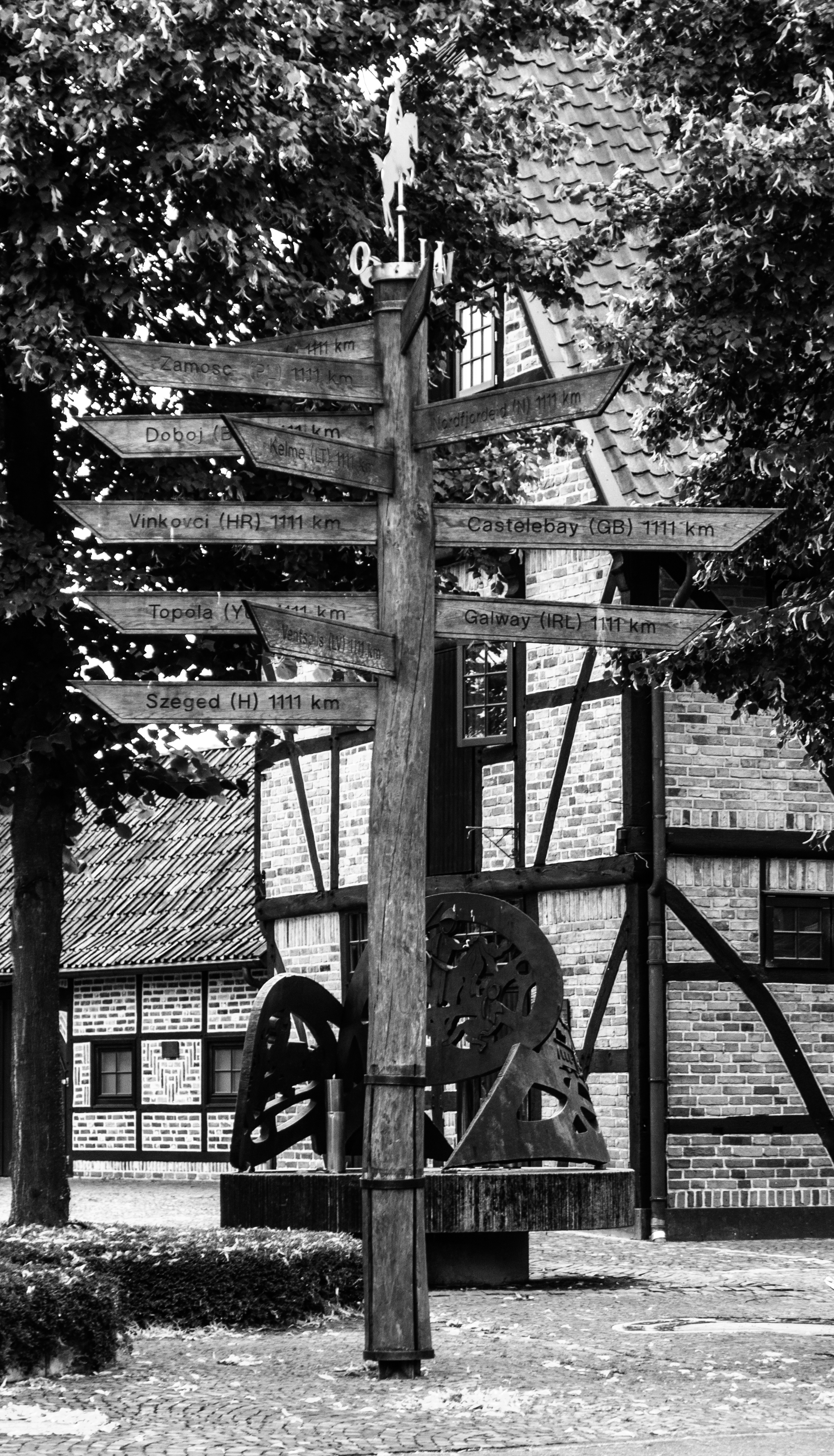
Wegweiser auf dem Dorfplatz
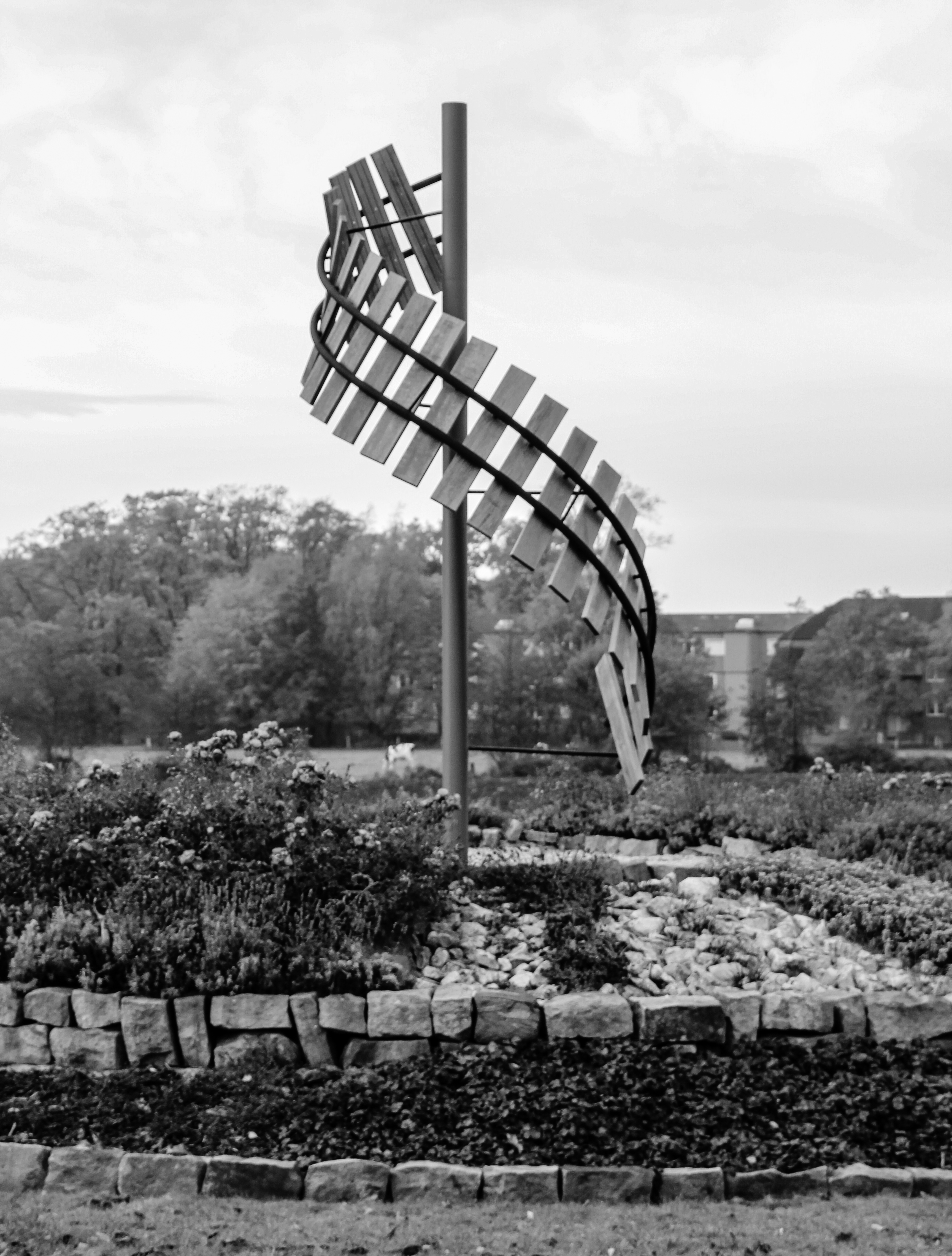
Schienenskulptur
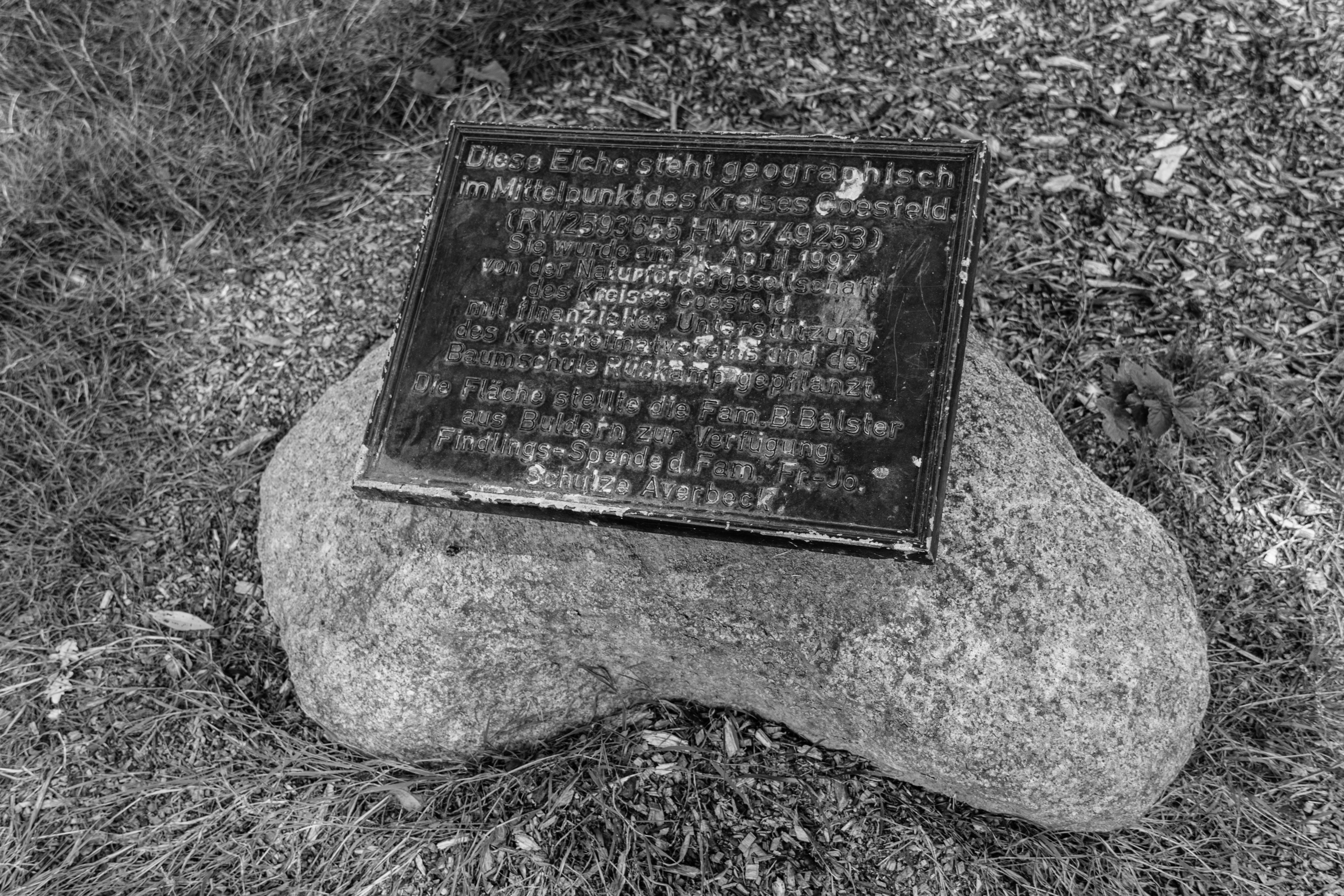
Hinweistafel zur Mitte des Kreises Coesfeld
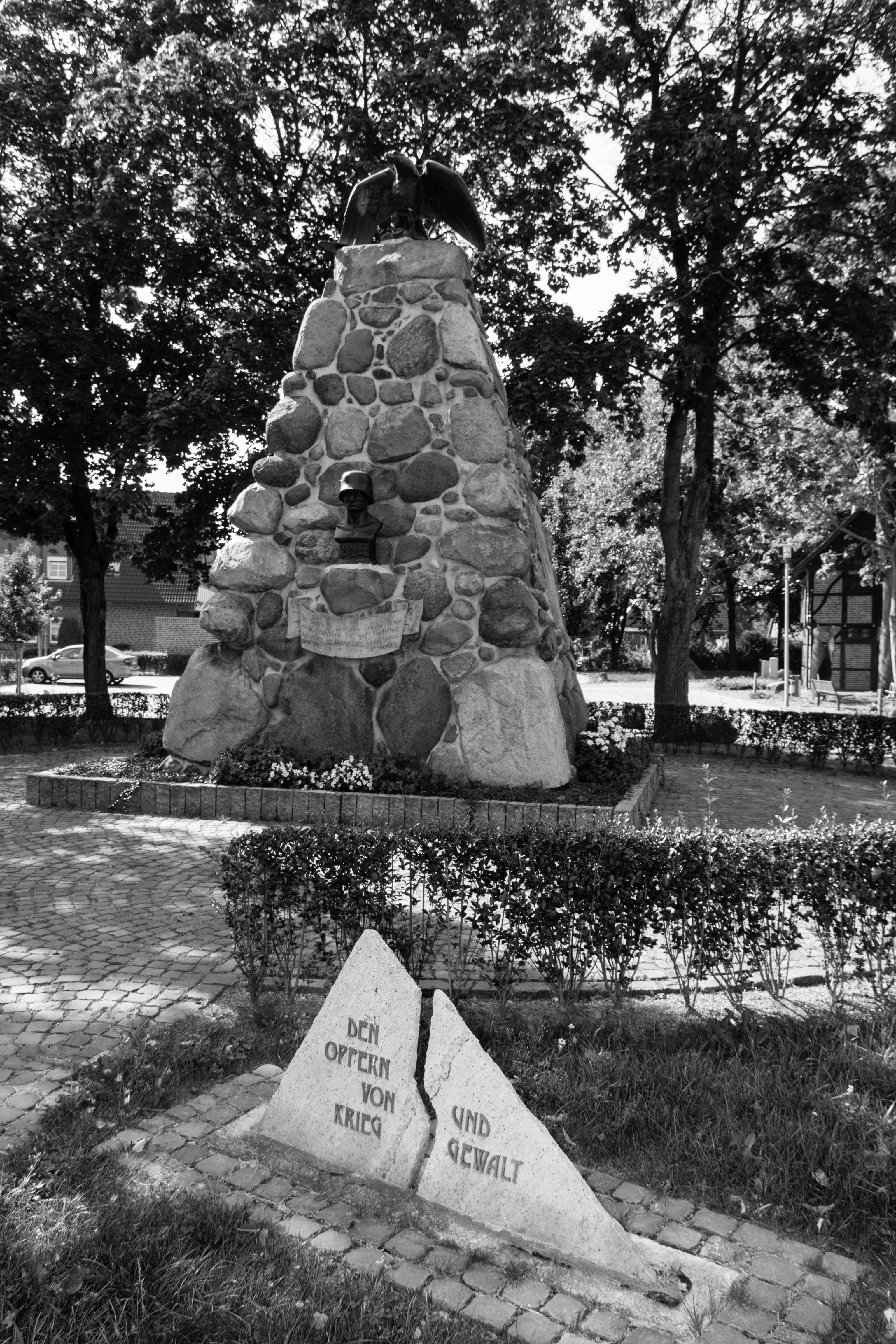
Kriegerehrenmal am Dorfplatz

## Gastronomie
Buldern verfügte vor einigen Jahren noch über eine große Anzahl an verschiedensten Wirtschaften. Im Laufe der Zeit sind immer mehr geschlossen worden. Mitten im Ortskern befindet sich ein Hotel.

## Bildung

### Grundschulen
- Ludgerus-Grundschule

### Gymnasien
- Landschulheim Schloss Buldern (Gymnasium, Aufbaugymnasium)

## Verkehr
Der Haltepunkt Buldern liegt an der Bahnstrecke Hamburg–Wanne-Eickel und wird halbstündlich von der Linie RE 42 (Münster (Westf)–Essen) bedient. In Stundentakt wird dieser Niers-Haard-Express nach Duisburg–Krefeld–Mönchengladbach durchgebunden. In den Abend- und Nachtstunden, wenn der RE 42 nicht verkehrt, hält der RE 2 (Düsseldorf–Münster) in Buldern.

## Mit Buldern verbundene Persönlichkeiten
- Der tolle Bomberg (1839–1897), westfälischer katholischer Adliger, der durch seinen derben Lebenswandel, seine tollkühnen Streiche und seine Liebesabenteuer große Berühmtheit im Münsterland erlangte[4]
- Konrad Lorenz (1903–1989), österreichischer Biologe und Verhaltensforscher, der bis 1961 im Schloss Buldern verhaltensbiologische Studien vor allem an Gänsen durchführte, für die er später weltberühmt wurde[5]
- Philipp Mißfelder (1979–2015), CDU-Politiker, wurde nach einer Auferstehungsfeier in der Kirche St. Pankratius auf dem Friedhof in Buldern beerdigt
- Julian Engels (* 1993), deutscher Fußballspieler, Ehemann von Sarah Engels
- Sarah Engels (* 1992), deutsche Sängerin, Schauspielerin und Influencerin, Ehefrau des Bulderaners Julian Engels